# Конджа, Али Хайдар
Али Хайдар Конджа (тур. Ali Haydar Konca; род. 1 февраля 1950, Варто) — турецкий политик.

## Биография
Окончил юридический факультет Анкарского университета, в 1972 году сдал экзамен на каймакама. Вплоть до государственного переворота в 1980 году работал каймаком ряда районов Турции. Через два месяца после переворота снова стал каймаком, занимал эту должность в районах Хасса, Чюнгюш и Сюрмене. Затем работал менеджером по правовым вопросам у губернатора ила Коджаэли. После ухода с этой должности работал юристом.
В 1989 году Конджа был избран членом муниципального совета от социал-демократической народной партии. Через некоторое добровольно покинул пост и вышел из партии В июне 2015 года Конджа был избран членом Великого национального собрания от демократической партии народов. В ноябре 2015 года также баллотировался в парламент, но избран не был.
28 августа 2015 года Конджа был назначен министром по делам ЕС. 22 сентября Али Конджа и министр развития Муслюм Доган подали в отставку с поста министров. На пресс-конференции, собранной Доганом и Конджой после ухода в отставку, они заявили, что ушли в связи с разногласиями в правительстве, также, по их словам, правящая на тот момент партия справедливости и развития игнорирует демократическую волю народа и разжигает войну на юго-востоке страны. Помимо этого Доган и Конджа осудили вмешательство партии справедливости и развития в мирные переговоры между правительством и РПК и обвинили президента Реджепа Эрдогана в нарушении конституции.